# 瑪莉亞的凝望角色列表
《瑪莉亞的凝望角色列表》介紹在今野緒雪的輕小說《瑪莉亞的凝望》系列及由原作改編的同名漫畫和動畫等作品中出場的角色。

## 人物關係圖

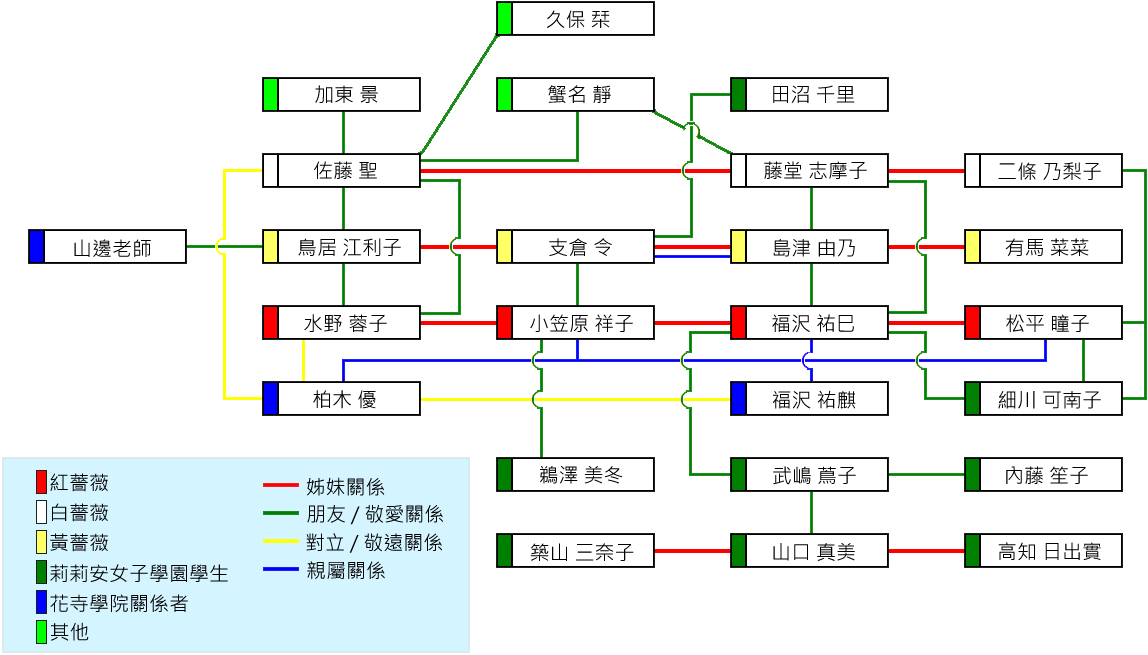
人物關係圖

## 山百合會幹部

### 紅薔薇家族
小笠原祥子（聲：伊藤美紀）
紅薔薇花蕾→紅薔薇學姊
祐巳的姐姐，也是這一系列的主要角色。高貴且優雅，吸引著眾多莉莉安的少女，雖然如此不過也會有粗魯的一面，是莉莉安學園中女生們的景仰對象。她非常保護祐巳和關心她。但是，祥子往往也會有和祐巳一樣的問題，因為她不喜歡把大部分的問題和她的妹妹分享，因而造成許多誤解。
因為祥子是小笠原財閥的千金，因此很少機會自己一個人逛街，所以有時候，祐巳要教導她的姐姐如何生活得像普通少女一樣，例如幫助祥子選擇她的第一對牛仔褲及在快餐店用餐。儘管她有時會擺出嚴肅的外表，不過她十分在意自己在祐巳心中的位置，「我是不是一個好姐姐？」一類的問題常常會出現，她對自己沒有信心有一定程度上是來自她的家庭生活：她的父親和祖父都有公開的情婦，而他們長時間都在家中和情婦之間游走，這導致她對男人的不屑。另一方面祥子是奉父母之命訂婚，她的未婚夫是她的表哥，柏木優。雖然她最初喜歡他，不過因為優是同性戀者（正確來說是雙性戀者），因此沒有接受祥子的愛，這令祥子對男人的討厭更上一層樓。
就讀三年松班。
福澤祐巳（聲：植田佳奈）
紅薔薇花蕾的妹妹→紅薔薇花蕾
她是這一系列的主角。成績一向普普通通，但因為很親近下級生，所以很受歡迎。父親是主任設計事務所，弟弟福澤祐麒和她的樣子十分相似。從幼稚園已經就讀莉莉安。起初她害羞、非常膽怯和不相信自己。如果其他角色希望知道她在想什麼，可以由她的臉孔看出來，因此又被稱為「百面相」。她第一次見到祥子時，祥子幫她整理領結。祐巳的朋友蔦子拍下了這一刻，並希望把它在學園祭中展出。蔦子為了要得到祥子的許可，特地和祐巳走去薔薇之館，誤打誤撞之下，被祥子要求成為她的妹妹。最後在1年級時的學園祭幾經辛苦才成為祥子的妹妹，成為了百合會的一員。
就讀二年松班。
松平瞳子（聲：釘宮理惠）
祥子的遠房親戚。也是戲劇社的一員。初登場時對祥子和祐巳的關係帶來一陣不明朗的時光。不過後來誤會解開後，就成了祐巳的妹妹。
就讀一年椿班。
水野蓉子（聲：篠原惠美）
紅薔薇學姊
祥子的姊姊、祐巳的祖母。與聖、江利子是同年級的好友。才貌雙全、成熟穩重的優等生，山百合會的實質領導人。
僅為祥子的姊姊時，只用隻言片語便可玩弄祥子於股掌之間。性格認真，但在親近的人面前有時也有詼諧的一面。十分關心別人，願意傾聽別人的煩憂。不過，在黃薔薇革命時以「清官難審家庭事」為由而袖手旁觀，並說道「如果這個不是令而是祥子即使沒有被要求協助也會主動幫助，這是因為我是祥子的姐姐」有著公私分明的一面。對祐巳而言是十分溫柔的祖母。
自外部升讀莉莉安國中部。苦惱一般學生難以親近山百合會（薔薇館），希望薔薇館內擠滿一般學生，因為某些事情使此願望於畢業前實現。將自己無法完成後事託付給幫助祥子的祐巳，畢業後為了攻讀法律升讀外部大學。
前紅薔薇學姊（聲：勝生真沙子）
蓉子的姐姐，在原作開始時已經畢業，所以只有在回憶中登場。在蟹名靜的回憶中曾出現，屬意靜加入山百合會。

### 白薔薇家族
藤堂志摩子（聲：能登麻美子）
白薔薇花蕾→白薔薇學姊
和祐巳以及由乃同年。聖的妹妹，乃梨子的姊姊。二年級時就已經擔任白薔薇學姊。美麗的臉孔使人想到法國的人偶，這令乃梨子形容她為「絕世的美少女」。
就讀二年藤班。
二條乃梨子（聲：清水香里）
白薔薇花蕾
志摩子的妹妹。十分喜歡佛像，可以說是一個佛像迷，雖然對於基督教沒有什麼興趣，不過在長輩的要求下參加了莉莉安的入學試。後因事與志摩子建立起非常親近的關係。以市松人偶作比喻的日本美少女，雖然是外部入學生，但卻是優秀到被選為新生代表的才女。性格沉著穩重，也可以對上級生清楚明白的說出自己的意見。
就讀一年椿班。
佐藤聖（聲：豐口惠）
白薔薇學姊
志摩子的姊姊。12月25日出生。父親因為在正編的數年前創立了公司，就是社長令嬡。由幼稚園開始已經在莉莉安讀書，與同年級的蓉子和江利子是好友。擁有淺色頭髮，像石膏像般與日本人不相似的容貌。
性格友善開朗，非常受莉莉安學生們歡迎。
因為妹妹低其2個年級而沒有孫女，轉而十分疼愛祐巳。基本上予人感覺是可以依靠的學姊。經常做出類似性騷擾的行為（有時是直接性騷擾）。
原本極端不擅長與人來往，經常因怕生而獨處。經歷與栞戀愛、失戀後「姊姊」和蓉子的支持、與志摩子相遇，逐漸向周遭敞開心扉。
與祐巳相遇後受其影響直至畢業前才決定升學，經由一般入學考試升讀莉莉安女子大學文學院英美語文學系。高中部在學期間考取一般駕照，雖然沒有自己的車，有駕駛母親車子的場景。
前白薔薇學姊（聲：高山南）
聖的姊姊，相當於志摩子的祖母，然而未和志摩子見過面。姓名不詳。和前紅薔薇學姊同樣於短篇和過去回想數次登場，但是其身影未見於插畫。動畫版和漫畫版的容貌不同。
仍是白薔薇花蕾時，對聖說「因為想看妳的臉，所以請待在我身邊」並因此成為聖的姊姊，實際上是為了不增加極端不擅長與人相處的聖負擔的權宜之計（對聖而言，比起因為人品，聽見因為容貌而選中這個理由使心情比較輕鬆）。且聖聽聞此事之前，一直認為是因為容貌而被選為妹妹。溫馨地注視聖的成長，是少數正確把握她的性格的人，也是聖無法披敵的其中一人。
畢業離校時給聖的建議是「因為妳是很容易陷下去的類型，所以要是有個重視的對象，就要自己先退一步」。
其玫瑰念珠經由聖、志摩子輾轉傳給乃梨子

### 黃薔薇家族
支倉 令（聲：伊藤静）
黃薔薇花蕾→黃薔薇學姊
由乃的姊姊，實際上是由乃的表姊、青梅竹馬（令的父親是由乃母親的胞兄）。和祥子是同年級的好友。自幼稚園起就讀莉莉安。
劍道部的大將，表面上看似像男生一樣堅強，不過她其實比外表看起來還要女性化得多。
就讀三年菊班。
島津 由乃（聲：池澤春菜）
黃薔薇花蕾的妹妹→黃薔薇花蕾
和祐巳以及志摩子同學年。令的妹妹。劍道部的成員。自幼稚園起就讀莉莉安。與表姊令自少就是青梅竹馬的朋友。故事開始時身體十分虛弱，因此令常常照顧她，在「黃薔薇革命」之後，身體已經好多了，不過也露出了本來的性格。
就讀二年松班。
鳥居 江利子（聲：生天目仁美）
黃薔薇學姊
令的姊姊、由乃的祖母。與蓉子、聖是同年級的好友。自幼稚園起就讀莉莉安，老家在商店街經營自營業（父親於江利子三年級時擔任高中部PTA副會長）。
與聖石膏像般端正的特徵相對，有著和風般勻稱的容貌，以髮帶豎起的頭髮和額頭是最有魅力的地方（幼稚園時代曾因額頭的事與聖打架）。此外，領結的打法曾被稱讚是全校最美。
擁有極高的天賦，所有事都能駕輕就熟，所以對任何事都沒有成就感，總是露出感到無聊的表情。因此非常喜歡稀罕且有趣的事物，一旦產生興趣就會緊追不捨，通稱「難纏江利子」（聖談）。喜歡珍稀的事物，完全未知會高年級的薔薇學姊就選擇外貌像男生的令作為自己的妹妹。
不執著於努力競爭第一名的位子，在學業方面因無法匹敵，退出與蓉子的競爭。因為曾被蓉子稱讚領結的打法，決心到畢業為止保持領結外型漂亮。
對男性的興趣有了變化，一見鍾情於花寺學院教師山邊而與之交往，受到父親和年長許多的兄長們寵愛，本人對此稍微感到厭煩。懼怕看牙醫。報考外部大學，所有報考的校系全部合格，隨機選擇升讀藝術學系。
前黃薔薇學姊（聲：三石琴乃）
江利子的姐姐，在原作開始時已經畢業，所以只有在回憶中登場。

## 莉莉安女子學園學生

### 與蓉子、聖、江利子同年級
内藤克美（配音員：名塚佳織）
內藤笙子的親姐姐，江利子的同班同學。視不把學業放在眼內也能成為全級第一的江利子為對手，不過內心其實憧憬著江利子。在三年級的情人節，她打算送巧克力予江利子。在大學一年級的冬天在神社偶然與江利子再次相見，之後維持著筆友一樣的關係。
白川寧子
義工社社員，高二時本想讓伴真純成為自己的妹妹，卻因誤會錯認了林淺香作妹妹，自此與這兩人保持了複雜的三角關係。表面上因歉疚而對淺香十分溫柔，私底下卻與真純秘密來往。畢業時被淺香退回玫瑰念珠。築山三奈子曾以她的事告誡祐巳。
花苗
寧子的同學和好友。

### 與祥子、令同年級
蟹名 靜
合唱部的歌女，在學園祭也有單獨的詠唱表演。首次登場單行本第4卷〈犬薔薇〉，此後也幾次登場。面貌清秀，予人冷靜沉著的印象，其實性格詼諧。圖書委員會所屬。
原作和動畫版的相貌和髮型不同。
因為預定往義大利留學，在高中部期間謝絕締結姊妹的邀約。仰慕佐藤聖，為了得到她的正視，參加學生會選舉，與志摩子等人競爭，與有力候補者花蕾們分庭抗禮，因姓氏被同學們起號「犬薔薇」 （本人對此不置可否）。不怎麼在意選舉勝負，如同預期地獲得聖的正視而心滿意足。
參加情人節企劃尋寶活動，找到了志摩子的白色卡片而震驚其他參加者。在附加獎賞的約會期間，演唱的〈聖母頌〉出色到使志摩子感動到流淚。
在二年級結束時離開莉莉安，到義大利攻讀聲樂。
久保 栞（聲：中川亞紀子）
立志成為修女的少女。生於東京，小學三年級時雙親去世，之後由叔父接到長崎收養。以國中畢業為契機回到東京，以推薦入學的形式就讀莉莉安。曾與聖是好友和戀人，和祥子曾同班，對於不知其與聖關係的學生而言，存在感似乎十分薄弱。
高中部入學不久即與聖相識，受禁忌的戀情苦惱，被週遭大人們的窮追猛打，第二學期末雖同意與聖一起私奔，但為了雙方著想，對聖不告而別離開莉莉安。之後似乎轉往他校，消息不明。現在仍是聖心中的最愛。
築山 三奈子（聲：甲斐田裕子）
前新聞社社長、編輯
以馬尾為商標的前新聞社社長。在學園內尋覓小道消息，以類似體育報和週刊雜誌的標題刊登並大力宣傳為生活價值。
因為山百合會幹部的題材最受一般學生歡迎，總是在調查薔薇學姊及其妹妹們週遭的事，甚至自稱「山百合會跟蹤狂」。因此山百合會成員都非常提防她。取材活動時經常不擅長偽裝。
雖然敏於發掘事件的發生，時常書寫揣測的內容如「黃薔薇革命」「黃薔薇事件」等引起大騷動。雖然書寫不少山百合會幹部的題材，但絕不討厭她們，在蓉子等前薔薇學姊畢業時曾流淚，曾私下給予關係其實不差的祥子和祐巳建言，毋寧是因為憧憬她們。
升上三年級後為了升學，將社長讓位給真美後引退，自暑假開始補習，為了逃避現實經常干涉真美等人的社團活動。
鵜澤 美冬
祥子的同班同學。自高中部開始就讀莉莉安。其實曾在莉莉安幼稚園就讀，但中途轉校。
在莉莉安幼稚園就隱約憧憬祥子，於高中再次遇到祥子時對方已不記得她。所以對祥子的妹妹祐巳懷著嫉妒之情。
於第一次情人節企劃尋寶活動時，見到祥子將紅色卡片藏在溫室，犯規取得卡片。與自行正確抵達溫室的祐巳稍微談過後，對祐巳心服，並剪短頭髮（之後數次遇到祐巳，但祐巳均未注意她）。
名字UZAWA MIFUYU是福澤祐巳（FUKUZAWA YUMI）的名字更動順序而成，但不含K，作者於後記曰「祐巳擁有但美冬缺少的東西」的其中一項。
林淺香
三奈子的朋友。因外觀與伴真純相似，高一時被白川寧子錯認為真純而結為姊妹。十分喜歡姊姊，卻發現被姊姊背叛，直至姊姊畢業時才退回玫瑰念珠。
伴真純
三奈子的朋友。國中時因喜歡了每天搭乘同一卡電車的白川寧子而決定報考莉莉安。然而寧子卻把淺香錯認為她而誤與淺香結成了姊妹，最後只好懷著背叛好友的心情與寧子秘密交往。
黑須光
為了尋找夢中所見的人而報考莉莉安。小六十二月中旬時，因眼睛的小手術而要住院，其間認識了今日子，並彼此約定在莉莉安結為姊妹。國一時成功入讀莉莉安，卻無法找回今日子。直至高二時，終於與今日子相認。
三田今日子
因渴望穿上莉莉安的校服而在高中時報考莉莉安。高二的聖誕節前夕因盲腸炎入院，期間穿越時空而認識了小六的黑須光，並與她約定將來在莉莉安結為姊妹。手術完成後終與黑須光相認。

### 與祐巳、由乃、志摩子同年級
武嶋 蔦子（聲：佐藤利奈）
祐巳的朋友和熱心的攝影師，她是攝影部的王牌，有時會為校報擔任攝影師。她大部份時間都會帶上攝影機，也一直在找機會拍下祐巳的照片。她曾經發誓，不能有一個姊妹束縛自己。
山口真美（聲：齋藤千和）
校報現任的編輯，築山三奈子的妹妹。和築山三奈子一樣，一直在尋找最新的點子。在參加山百合會舉辦的茶會後與高知日出實結為姊妹。
桂（聲：下屋則子）
祐巳的同學，是網球部的一員。
就讀二年藤班。
田沼 千里（聲：高橋美佳子）
劍道部的一員，十分仰慕令。她在情人節尋寶活動中找到了令的卡片，並和她一起逛街，在約會之後就參加了劍道部。
輕部逸繪
二年松班，田徑社社員。

### 與乃梨子、瞳子同年級
細川可南子（聲：小清水亞美）
祐巳的粉絲，身高有179cm，籃球社（學園祭後）。自國中起便憧憬著同是籃球社的夕子學姊，後來因為父親的關係令夕子退學，父親更與夕子再婚，遂變得抗拒父親和討厭男性。她一開始認為祐巳是一個「單純」的女孩子，把祐巳視作夕子而追隨著她，不過知道了祐巳的真正一面之後十分傷心。在莉莉安學園祭時解開了對父親的誤會，後來就變的沒這麼討厭男性，與祐巳也能好好相處了。因為沒辦法把夕子以外的人認作姊姊，所以不打算在莉莉安認姊姊，被江利子形容為「戀母情結」。
就讀一年椿班。
内藤笙子（聲：井上麻里奈）
內藤克美的親妹妹，國中時曾經偷偷進入了莉莉安高等部參加第一次尋寶活動，因而認識了武嶋蔦子。在祐巳和由乃舉行的茶會中也有報名，後來因祐巳為她製造的機會，認清自己喜歡的人是蔦子。
就讀一年菊班。
高知日出實（聲：伊藤靜（第3季）→戶松遙（第4季））
新聞部的明日之星，在參加山百合會舉辦的茶會後與山口真美結為姊妹。
就讀一年桃班。
敦子（聲：真堂圭）
姓不詳。高中開學時被乃梨子認為是三人組（另一位是瞳子）的成員。
美幸（聲：高垣彩陽）
姓不詳。高中開學時被乃梨子認為是三人組（另一位是瞳子）的成員。
藍、望、美佐江、千草
山百合會舉辦的茶會參加者。藍、望和千草都是祐巳的粉絲。

## 莉莉安女子學園教職員
上村 佐織（聲：麻生美代子）
莉莉安女子學園學園長「上村修女」。曾任久保栞的監護人。作品中小說《荊棘之森》角色香穗里（カホリ）的原型。
「荊棘之森」事件那年的聖誕節與原先以為已死的春日星子重逢。
〈白色花瓣〉篇中，聖的家人和莉莉安的教職員因聖的成績一落千丈怪罪栞的時候，是唯一看穿聖和栞交往關係的人，並分別給予她們建言
山村老師（聲：大原沙耶香）
祐巳和志摩子1年級的級任導師。莉莉安畢業生。劍道社顧問。是可靠而成熟穩重的女性。經常給予遭遇挫折的學生友情般的鼓勵。
鹿取真紀
莉莉安畢業生，十分受學生的歡迎。同學安倍美嘉是她永生難忘的人。
保科榮子（聲：湯屋敦子）
保健老師。看起來比實際年齡年輕，學生們稱為「小榮」或「榮子老師」。莉莉安畢業生。
青田三津夫（聲：松岡文雄）
祐巳國中部時期的班導師。容貌酷似迪克·布鲁纳而被暱稱為「米飛」。駕車技術很好。
四谷老師
化學老師
渥美老師
年近四十，中年發福的男老師。年輕時很受學生歡迎，跟鹿取真紀從莉莉安畢業的姐姐結婚，女兒叫米迦。

## 莉莉安女子學園（其他）
福澤美紀（聲：、植田佳奈（高中部時代））
原名祝部美紀，祐巳和祐麒的母親，莉莉安女子學園畢業。是白薔薇學姊佐藤聖的粉絲，喜歡她親近祐巳，但因為祐巳的考量而不知道佐藤聖的本性。高中一年級時因某次偶然的相遇而開始憧憬著年長兩年的清子，並在心裏留下即使結婚產子後也不能磨滅的深刻感情。家裏葳有一本寫有她和清子名字的文集。
小笠原清子（聲：相澤惠子、伊藤美紀（高中部時代））
祥子的母親。小說中自〈長夜中〉登場，莉莉安女子學園畢業，舊貴族出身。
自出生就是大小姐，通曉初夢（なかきよ）等古時習俗，比祥子更不諳常識。連便利商店也不知道，意想不到地由蓉子告知才知道，一度迷上便利商店的鍋燒烏龍麵，到後來連祥子都已經吃膩。
料理手藝一流，是個若早餐想吃麵包，就會從量麵粉開始做起的完美主義者（祥子談）。料理完成時常有意想不到的副作用（「十分費時」「份量太多」）。
二條堇子（聲：瀧澤久美子）
乃梨子的姑婆。莉莉安女子學園畢業。老家在千葉縣的乃梨子寄宿於她的公寓，往返於莉莉安通學。
年齡與職業不明，在自宅中邋遢的樣子使乃梨子認為「以『平安』優雅問候度日的千金小姐，經過數十年歲月後也會走樣」（雖然年齡不詳，於乃梨子入學莉莉安不久後曾說「活了超過十五乘以四倍時間」）。期望乃梨子能就讀莉莉安，直接幫她辦好報名手續。
與乃梨子是類似忘年之交的關係，時常以長者身份給予建議。
春日星子（聲：宮寺智子）
莉莉安女子學園畢業。作品中小說《荊棘之森》作者，筆名「須賀星」。將和莉莉安女子學園學園長上村修女之間的往事寫成小說發表，本人一直以為佐織早已去世。《荊棘之森》在莉莉安女子學園引發的話題成為契機，使二人於數十年後重逢。
加東景（聲：齋賀光希）
莉莉安女子大學一年級學生，與聖同年級。因為曾留級一年，實際年齡比聖大。留著中長髮、戴眼鏡的成熟女性，會細心照顧合意的人。
因為與聖的名字相似，入學後不久就知道聖。
在祐巳和祥子吵架時，曾與聖一起照顧祐巳的內心。
池上弓子（池上弓子（いけがみ ゆみこ）））（聲：高島雅羅）
加東景的房東，白髮的老婦人，也是莉莉安出身。在"撐起陽傘"中登場。
彩子
祥子的祖母。池上弓子的好友，年輕時因吵架而絕交，臨終時終與弓子和好而得以安息。
有馬菜菜（有馬菜々（ありま　なな）））（聲：生天目仁美）
故事出埸時還是初中生，比由乃小兩年，氣質與江利子十分相似。田中四姐妹中最小的女兒，因成為了外公的養女而改姓有馬，被外公要求就讀莉莉安。在一次意外中認識了由乃，而由乃亦屬意於菜菜升上高中部時與她結為姊妹。

## 花寺學院關係者
柏木優（聲：檜山修之）
花寺學院學生會會長。小笠原祥子的表兄，也是她的未婚夫。祐巳第一次見到他時是在莉莉安女子學園，後來對他的印象不是很好。
雖然對祥子說「喜歡男人」，但是正確的說法應該是，他喜歡男人也喜歡女人。對祐巳有好感，但是並沒有說清楚是哪種感情，而祐巳也沒有發覺。
福澤祐麒（聲：市来光弘）
花寺學院的學生，柏木優之後的學生會會長。福澤祐巳的弟弟。樣貌與姊姊十分相似。
山邊老師（聲：伊藤榮次）
在花寺學院擔任科學老師。與鳥居江利子在學校附近的動物園碰面後，江利子喜歡了他，並希望能與他結婚。有一個讀幼稚園的女兒。
藥師寺昌光（聲：杉田智和）
花寺學生會成員，比祐麒大一年，暱稱日光。有一雙胞胎兄弟藥師寺朋光。
藥師寺朋光（聲：杉田智和）
花寺學生會成員，比祐麒大一年，暱稱月光。有一雙胞胎兄弟藥師寺昌光。
小林正念（聲：鈴木千尋）
花寺學生會成員，與祐麒同年，擅長數學。
高田鐵（聲：三宅健太）
花寺學生會成員，與祐麒同年，擁有鋼鐵身形。
有栖川金太郎（聲：皆川純子）
花寺學生會成員，與祐麒同年，暱稱愛莉絲，喜歡作女性打扮。

## 其他登場人物
福澤祐一郎（聲：濱田賢二）
祐巳、祐麒的父親。
小笠原融（聲：家中宏）
祥子的父親。在小說第15集中登場。
藤堂（聲：澤木郁也）
小寓寺住持。
志摩子的父親，其實是志摩子的祖父，收養因病去世兒子的遺孤。覺得莉莉安的校服像烏鴉（出自「與老爺爺在一起」）。脫下迦紗後樣子很可怕，卻是一個十分幽默的人。曾到花寺學院演講，受到學生的歡迎。
藤堂賢文（聲：稻田徹）
志摩子的哥哥，實際上是叔叔，本來並不用繼承寺廟，但在大自己一輪的哥哥去世後，有了繼承家業的壓力。約30歲，長得很像父親，一邊作點心師傅一邊作和尚的修練。
細川夕子（聲：川澄綾子）
可南子初中時的學姊，在籃球部很活躍。現在是可南子的繼母。
細川（聲：小山力也）
可南子的父親，籃球技術很好，後來因受傷而退役，曾任可南子國中的藍球隊教練。
細川次子（聲：竹達彩奈）
可南子的父親與夕子的女兒，可南子的同父異母妹妹。
佐佐木小姐
荊棘之森的編輯。
山岸先生
宮廷社波斯菊編輯部職員。
澤村喜代、澤村源助
小笠原家別墅的管理人夫婦。
松井
小笠原家司機
綾小路菊代（聲：小林優）
比祐巳小一年，崇拜祥子的千金小姐。
西園寺由佳里（聲：淺野真澄）
與祐巳同年，崇拜祥子的千金小姐。
京極貴惠子（聲：谷井明日香）
崇拜祥子的千金小姐。
志村拓也
興趣是鑑賞佛像，某國立大學四年生，實際上是一位風趣的老人家。被稱為「乃梨子的男友」。
志村甲之進
拓也的孫子，興趣是古典落語。
田中四姐妹
家中經營劍道道場，除小女兒外，三個姐姐都就讀太沖女高，可說是支倉令的宿敵。老大比令大一歲，老二小令一歲，老三小令兩歲。